# Ewig Frost
EWÏG FROST ist eine österreichische Metalband aus Wien, die im Jahr 2003 gegründet wurde. Die Band kombiniert musikalische Elemente aus Punk, Speed Metal, D-Beat, Thrash, Rock’n’Roll und Black Metal. Die Band ist bekannt für ihren eigenständigen Stil, den sie selbst als „Black’n’Roll“ oder „Metal Punk“ bezeichnen, sowie für ihre postapokalyptische Ästhetik und energiegeladenen Live-Auftritte.

## Geschichte
Die Band wurde 2003 von Gitarrist und Sänger Nïïtro in Wien gegründet. Seitdem etablierte sich EWÏG FROST in der europäischen Underground-Metal-Szene und trat auf zahlreichen Bühnen Europas auf. Dabei spielten sie mit renommierten Bands wie Doom, Discharge, Toxic Holocaust und Exhumed.
Ein besonderes Highlight in der Bandgeschichte war die Organisation der First Vienna Frost Cruise – der ersten Heavy-Metal-Schifffahrt auf der Donau.

## Stil
EWÏG FROST vereinen verschiedene Einflüsse aus Rock ’n’ Roll, Crust Punk, Speed und Black Metal. Die Band nennt als musikalische Inspiration unter anderem Motörhead, Venom, Bathory, Celtic Frost, Discharge und Darkthrone.
Thematisch setzen sich die Texte mit Gier, Abhängigkeit, politischer Kritik, Gesellschaft, sozialen Klassen und menschlichen Abgründen auseinander. Einige Songs sind im Wiener Dialekt gehalten und spiegeln den „Wiener Schmäh“ der Band wider.

## Besetzung

### Aktuelle Mitglieder
- Nïïtro – Gesang, Gitarre
- Rauna – Bass, Backing Vocals
- Syntï – Schlagzeug, Backing Vocals[2]

### Ehemalige Mitglieder
- Ace Laze – Bass (2019–2021)
- Sonic Pain (Jürgen Schallauer)  – Bass (2016–2020)
- Füel – Bass (2006–2016)
- Doom – Schlagzeug (2011–2016)
- D. – Schlagzeug (2003–2011)
- Sethnacht – Bass (2004–2006)
- Demonstorm Azahel – Bass (2004–2006)[4]

## Diskografie
- 2003: Forgotten Grimness Returns (Demo)
- 2007: Blue Septime Winters (Album)
- 2009: Rust (EP)
- 2012: Iron Fist Split (Split-EP)
- 2014: Dirty Tales (Album)
- 2015: The Railroad to Hell (EP)
- 2016: No Dice (Album)
- 2021: Ain’t No Saint (Album)[5]